# Mikulášová
Mikulašová (in ungherese Miklósvölgye, in tedesco Nickelshau, in ruteno Nikľova) è un comune della Slovacchia facente parte del distretto di Bardejov, nella regione di Prešov.

## Storia
Citato per la prima volta nel 1414 (con il nome di Nikelshaw) deriva il suo nome da un certo Nickel di Prešov che lo cedette alla Signoria di Makovica. Nel XVII secolo venne ripopolato in parte con coloni ruteni.